# Rumänisches Fliegerkorps

Kokarde der rumänischen Flugzeuge 1916/17

Das Rumänische Fliegerkorps (Corpul de Aviație Român) wurde 1913 gegründet. Es nahm am Zweiten Balkankrieg und am Ersten Weltkrieg teil und ging 1917 mit der militärischen Niederlage Rumäniens unter. 

## Vorkriegszeit
Im Jahr 1909 lud der luftfahrtbegeisterte Prinz George Valentin Bibescu den berühmten französischen Luftfahrtpionier Louis Blériot nach Bukarest ein. Blériot machte am 18. Oktober 1909, von der Rennbahn Băneasa aus startend, drei Schauflüge, die das rumänische Publikum begeisterten. In Chitila bei Bukarest wurde ein Flugplatz errichtet, der offiziell am 20. November 1909 seine amtliche Zulassung erhielt.
Frühzeitig im Vergleich zu anderen Ländern begann das Kriegsministerium (Ministerul de Război), auch militärisches Interesse an der Luftfahrt zu entwickeln, und baute entsprechende Kontakte zu zivilen und privaten Stellen auf. Am 17. Juni 1910 kaufte das Heeresarsenal als erstes Militärflugzeug das vom rumänischen Flugpionier und Flugzeugkonstrukteur Aurel Vlaicu entwickelte Flugzeug „A. Vlaicu Nr. 1“. Vlaicu hatte die Königlich-Bayerische Polytechnische Hochschule in München besucht und nahm selbst als Pilot am 27. September 1910 an den rumänischen Armeemanövern teil. Damit war die rumänische Armee nach der französischen weltweit die zweite, die Militärmanöver mit Flugzeugen durchführte. 
Unter den flugzeugbegeisterten prominenten Rumänen trat besonders Prinz George Valentin Bibescu hervor, ein Artillerieoffizier der Reserve mit engen Kontakten zur Armeeführung. Bailescu betrieb zusammen mit dem Flugzeugkonstrukteur Henri Marie Coandă und Erfinder des ersten Strahlflugzeug (Coandă Modell 1910) die Gründung einer nationalen Luftfahrtliga („Liga Nationala Aeriana“) mit dem Ziel, Piloten für die Fliegertruppe auszubilden und Flugzeuge für die Armee zu beschaffen. Bibiescu brachte nach Abschluss der Flugschule in Pau am 6. Januar 1910, wo er die Fluglizenz Nr. 20 des Aéro-Club de France erworben hatte, aus Frankreich zwei Farmanzweidecker und ein Seeflugzeug – einen Voisinzweidecker mit Schwimmvorrichtungen – nach Bukarest mit, eröffnete damit 1911 eine Flugschule in Cotroceni und machte sich in der folgenden Zeit als Pionier der rumänischen Fliegerei verdient.
Die Ausbildung der Militärflieger erfolgte im Militäraerodrom von Kitila und in der Militärpilotenschule des Prinzen Georges Bibesco in dessen Schloss Cotroceni bei Bukarest. Zur Ausbildung kamen vorwiegend Genieoffiziere:  Die Unterleutnants der Genietruppe Ștefan Protopopescu und Gheorghe Negrescu erhielten im Juli 1911 die ersten Fliegerlizenzen der Flugschule in Chitila und wurden so neben den in der Flugschule Cotroceni ausgebildeten Leutnants Mircea Zorileanu und Nicu Capsa die ersten rumänischen Militärflieger. Negrescu und Protopopescu leiteten anschließend den Aufbau der flugtechnischen Werkstatt in Chitila, wo in Lizenz ein Flugzeug des Typs Farman III Modell 1909 gebaut wurde, besuchten anschließend 1913–1914 die Hochschule für Maschinenbau und Luftfahrttechnik in Paris und wurden die ersten Ingenieure für Luftfahrttechnik in der rumänischen Armee. Gleichzeitig besuchten die Unterleutnants und Flieger Radu Irimescu und Simion Chișcăneanu die Polytechnische Schule in Berlin-Charlottenburg, wo sie zu Mechanikern ausgebildet wurden.
Nachdem 1912 neben den beiden Flugschulen in Chitila und Cotroceni auch eine dritte in Băneasa-Bukarest eröffnet worden war, wurde durch das Kriegsministerium 1912 die Militärfliegerschule Cotroceni bei Bukarest gegründet.
An den Herbstmanövern 1911 nahmen bereits fünf von Militärpiloten gesteuerte Flugzeuge teil. Bei den Militärmanövern 1911 und 1912 wurden von Bukarest aus Übungseinsätze mit Reichweiten von 150 bis 180 km u. a. nach Turnu Severin, Constanța, Iași und Roman durchgeführt. Prinz Ferdinand, der die Übungen leitete, präsentierte den interessierten Manöverbeobachtern und Militärattachés sechs Flugzeuge und mehrere Piloten. Besonderes Aufsehen erregte erneut Prinz Bibiescu, der als Militärpilot an den Manövern im Raum Roman – Pașcani teilnahm und für die erfolgreiche Durchführung eines Aufklärungsflugs von Pașcani nach Hălăucești ausgezeichnet wurde.
Bis 1913 wurden von der Militärflugschule Chitila und den zivilen Flugschulen insgesamt 21 Militärpiloten ausgebildet; hinzu kamen weitere 15 Piloten, die von der Ausbildung in Frankreich zurückgekehrten. Die rumänische Fliegerabteilung verfügte inzwischen über 10 Flugzeuge; neben dem „A. Vlaicu Nr. 1“ handelte es sich dabei um in Chitila in Lizenz gebaute Farman Typ III, Nieuports, Morane-Saulniers und Blériots. 
1913 erfolgte die Aufstellung des Luftfahrkorps (Corpul Aeronauților). Dieses Luftfahrtkorps bestand aus einer Feldluftschifferabteilung für Fesselballons und einer Fliegerabteilung mit Piloten, Flugzeugbeobachtern und Mechanikern, blieb jedoch der Genietruppe unterstellt. Militärpiloten mussten von nun an eine mindestens 120 Flugstunden umfassende Ausbildung absolvieren. Die rumänische Fliegertruppe wurde auf 34 Militärflugzeuge aufgerüstet, davon 16 des Typs Bristol-Coandă, vom rumänischen Ingenieur Henri Marie Coandă konstruiert, der seit 1912 die rumänische Niederlassung der britischen Flugzeugfirma Bristol als Ingenieur und Technischer Direktor leitete.

## Balkankrieg 1913
Als Rumänien 1913 in den Zweiten Balkankrieg gegen Bulgarien eintrat, wurden zur Überwachung der rumänisch-bulgarischen Grenze 19 Flugzeuge eingesetzt. Leutnant d. Res. Bibescu rekrutierte aus Piloten der „Liga Naționala Aeriană“ eine 2. Abteilung, die aus zwei Staffeln mit je zwei Flugzeugen bestand. Bibiescu und die Offiziere Nicolae Capșa, Ioan H. Arion, Mircea Zorileanu und Constantin Fotescu führten ihre Aufklärungsflüge über eine Distanz von 200 km und in einer Höhe von 2.200–2.500 m durch. Hauptmann Constantin Fotescu flog den ersten Aufklärungseinsatz über die Donau hinweg und Nicu Capșa überquerte des Balkangebirge, kreiste über Sofia und warf über der feindlichen Hauptstadt Flugblätter ab.

## Zwischenkriegszeit 1914–1916
Bei Beginn des Ersten Weltkrieges erklärte Rumänien seine Neutralität; der deutschfreundliche König stand politischen Kräften gegenüber, die eine Allianz mit den Ententemächten befürworteten und die „Befreiung“ der von Österreich-Ungarn besetzten rumänischen Provinzen propagierten und sich schließlich politisch durchsetzen konnten. Die rumänischen Luftstreitkräfte wurden im Zuge der Kriegsvorbereitungen weiter aufgerüstet und 1915 zum Rumänischen Fliegerkorps („Corpul de Aviație Român“) erweitert, das nun nicht mehr die Pioniertruppe unterstand, sondern unter der Direktion der Militärschulen im Kriegsministerium fortan eine eigenständige Truppengattung des Heeres unter dem Kommando von Oberstleutnant Gavanescu vom Großen Generalstab bildete. Das Fliegerkorps verfügte über zwei Fliegerkompanien, die in Cotroceni stationiert wurden. Die Pilotenausbildung der Militärflieger erfolgte zunächst an der zivilen Flugschule in Băneasa.

## Erster Weltkrieg 1916–18
Bei Eintritt Rumäniens in den Ersten Weltkrieg am 27. August 1916 besaß das Corpul de Aviație Român eine Stärke von 44 Flugzeugen, 97 Piloten und 84 Flugzeugbeobachtern. Jeder der vier rumänischen Armeen wurde eine Fliegereinheit für Aufklärungs- und Bombereinsätze unterstellt. Die Ausdehnung der rumänische Frontlinie betrug ca. 1.000 km von den Karpathen im Norden bis zur Dobrudscha im Süden; die Fliegereinsätze konzentrierten sich daher auf die Front nordwestlich Transsilvaniens und im Süden gegen Bulgarien. Dabei erzielten am 16. September 1916 der Pilot Leutnant Panait Colet und sein Beobachter Sergeant Ioan Gruia mit ihrem Farman F.40 über Slobozia im Süden Rumäniens den ersten Luftsieg über ein deutsches Flugzeug.
Von August bis Dezember 1916 führte die rumänische Fliegertruppe zahlreiche Aufklärungs- und Bombereinsätze durch; rumänische Truppen beanspruchten dabei den Abschuss von 28 deutschen und österreichisch-ungarischen Flugzeugen, davon 23 durch rumänische Bodentruppen und fünf durch Flieger. Die rumänische Armee wurde jedoch von den kampferprobten deutschen, österreichisch-ungarischen, bulgarischen und türkischen Truppen vernichtend geschlagen, musste Siebenbürgen und die Walachei aufgeben und wurde auf die Provinz Moldau zurückgedrängt. 
Das Große Hauptquartier der rumänischen Streitkräfte hatte bereits im Oktober 1916 Unterstützung durch eine französische Militärmission erhalten, die beim Aufbau der rumänischen Fliegertruppe half und mit abkommandierten kriegserfahrenen alliierten Fliegern und rumänischen Freiwilligen weitere Fliegerabteilungen mit gemischten Flugzeugtypen aufbauen sollte. Zu Jahresbeginn 1917 wurde das Rumänische Fliegerkorps unter das Kommando des französischen Oberstleutnant de Vergnette-Delamotte gestellt, dem der rumänische Fliegeroffiziers Major Constantin Fotescu zu Seite gestellt wurde. Delamotte reorganisierte die Fliegertruppe und brachte sie auf eine Stärke von sechs Fliegerabteilungen. Die Flieger, nun direkt vom Großen Hauptquartier der rumänischen Streitkräfte aus geführt, fotografierten vom Januar bis zum Frühjahr 1917 systematisch die nach dem Rückzug mit französischer Militärhilfe als neue Auffanglinie gebildete, 180–200 km breite Front zwischen Nămoloasa (Galați), Mărășești, Mărăști und Oituz. 
Mitte 1917 war das Fliegerkorps schließlich auf drei Geschwader mit 150 Flugzeugen gebracht worden, die zunächst aus zwölf, dann aus 14 Staffeln (Escadrile) bestanden. Bis zur Niederlage Russlands Ende 1917 nahm das Fliegerkorps an allen wichtigen Gefechten der rumänischen Armee teil. Doch mit dem Zusammenbruch Russlands und in den folgenden Bürgerkriegswirren wurde auch die rumänische Armee von den Truppen der Mittelmächte überrannt. 
Bis Kriegsende beanspruchten rumänische Flieger 83 Luftsiege, Erfolgreichster Jagdflieger war Unterleutnant Dumitru Bădulescu mit 8 Luftsiegen. Weitere 50 Feindflugzeuge wurden durch Bodentruppen abgeschossen. 
Von 1916 bis 1919 leisteten rumänische Flieger 11.000 Flugstunden, bestanden 750 Luftkämpfe und warfen 100.000 kg Bomben ab. Elf Piloten und Beobachter erhielten den Militärorden Michael der Tapfere III. Klasse. Acht Flieger fielen durch Bodenabwehrfeuer oder im Luftkampf.
In den Jahren 1916–1917 erhielt das rumänische Fliegerkorps aus Frankreich und dem Vereinigten Königreich 322 Flugzeuge verschiedener Typen:
Jagdflugzeuge:
- Nieuport 11 (mit französischen „Le Prieur“ Luft-Luft-Raketen gegen Fesselballons ausgerüstet)
- Nieuport 12
- Nieuport 19
- Nieuport 21
- Nieuport 23
- Nieuport 28

Aufklärungsflugzeuge und Bomber: 
- Farman 40
- Farman 46
- Breguet-Michelin BU-3 (davon 12 mit 37 mm Hotchkiss-Kanone)
- Sopwith 1½ Strutter
- Caudron G.IV